# Acalypha vincentina
Acalypha vincentina är en törelväxtart som beskrevs av Ignatz Urban. Acalypha vincentina ingår i släktet akalyfor, och familjen törelväxter. Inga underarter finns listade i Catalogue of Life.